# Навваб, Мир Мохсун
Мир Мохсун Навваб (азерб. Mir Möhsün Nəvvab; 1833—1918) — азербайджанский учёный, художник, музыковед, поэт. Общественный деятель Азербайджана XIX века .

## Биография
Навваб родился в 1833 году в Шуше, в семье Гаджи Сеид Ахмеда. Начальное образование получает в духовной школе, где он в совершенстве освоил арабский, персидский и турецкий языки. В дальнейшем в медресе Аббаса Сараджалы  Мир Мохсун изучал математику, астрономию, химию и другие науки.

### Творчество
Навваб участвовал в культурной и общественной жизни города. Он писал стихи и публиковал книги, в открытой им же типографии. Он также преподавал в школах — «мектебах» и издал свыше двадцати книг, посвящённых различным отраслям науки и искусства. Он создал музыкальные собрания — «меджлисы», такие как художественный «Меджлиси-фарамушан», музыкальный «Меджлиси-ханенде». На этих меджлисах присутствовали поэты: Абдулла бек Аси, Фатма ханум Кяминя, Мешади Еййуб Баги, Хан Гарадаги, Абдулла Гасан Шахид, певцы: Гаджи Хюси, Мешади Джамиль Амиров, Ислам Абдуллаев, Сеид Шушинский и др. Эти собрания были тесно связаны с собраниями «Меджлиси-унс» в Шуше, «Бейтус-Сафа» в Шемахе, «Маджмауш-шуара» в Баку.

#### Поэзия

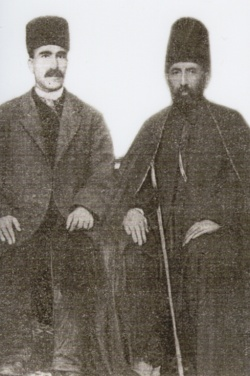
Мир Мохсун Навваб (справа) и Гасаналиага-хан Карадаги

Среди его трудов большой интерес представляет «Тазкирейи-Навваб», где собрана подробная информация о жизни и творчестве более чем ста карабахских поэтов XIX века. Вскоре в 1913 году она была опубликована в Баку.

#### и астрономия
Он увлекался также химией и астрономией. У себя дома Мир Мохсун создал химическую лабораторию и установил два телескопа. В своей книге «Кифаятул-атфал», которая в 1899 году была издана как учебник, он создал таблицы о размещении небесных тел и о солнечных затмениях. В книге «Насихатнаме» им были даны свыше пятисот указаний по химии. Его этические взгляды переданы и в трудах «Нурюл-Анвар» и «Панднаме».

#### Изобразительное искусство

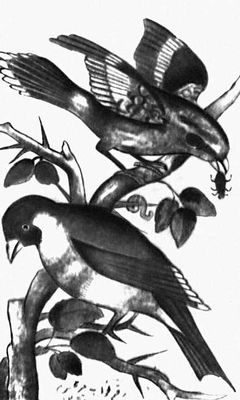
«Птицы». Мир Мохсун Навваб. 1874—1875

Занимался Навваб также изобразительным искусством. Им созданы несколько рисунков акварелью, книжных миниатюр и узоров на нескольких зданиях и мечетях. Для его творчества характерны плоскостно-декоративные орнаментальные стенные росписи, рисунки с изображением цветов и птиц с попыткой объемной моделировки, иллюстрации к собственным рукописям («Бахр-уль Хазан» (Море горестей), 1864). Интересен также «портрет Тимура», выполненный им акварелью в 1902 году и хранящийся ныне в Азербайджанском музее искусств в Баку. Этот портрет является единственным портретом, написанным Наввабом. В зале мемориального музея художника в Шуше сохранились стенные росписи, исполненные Наввабом в 1886 году. Такие же росписи содержались в его небольшой рабочей комнатке.

#### Музыка

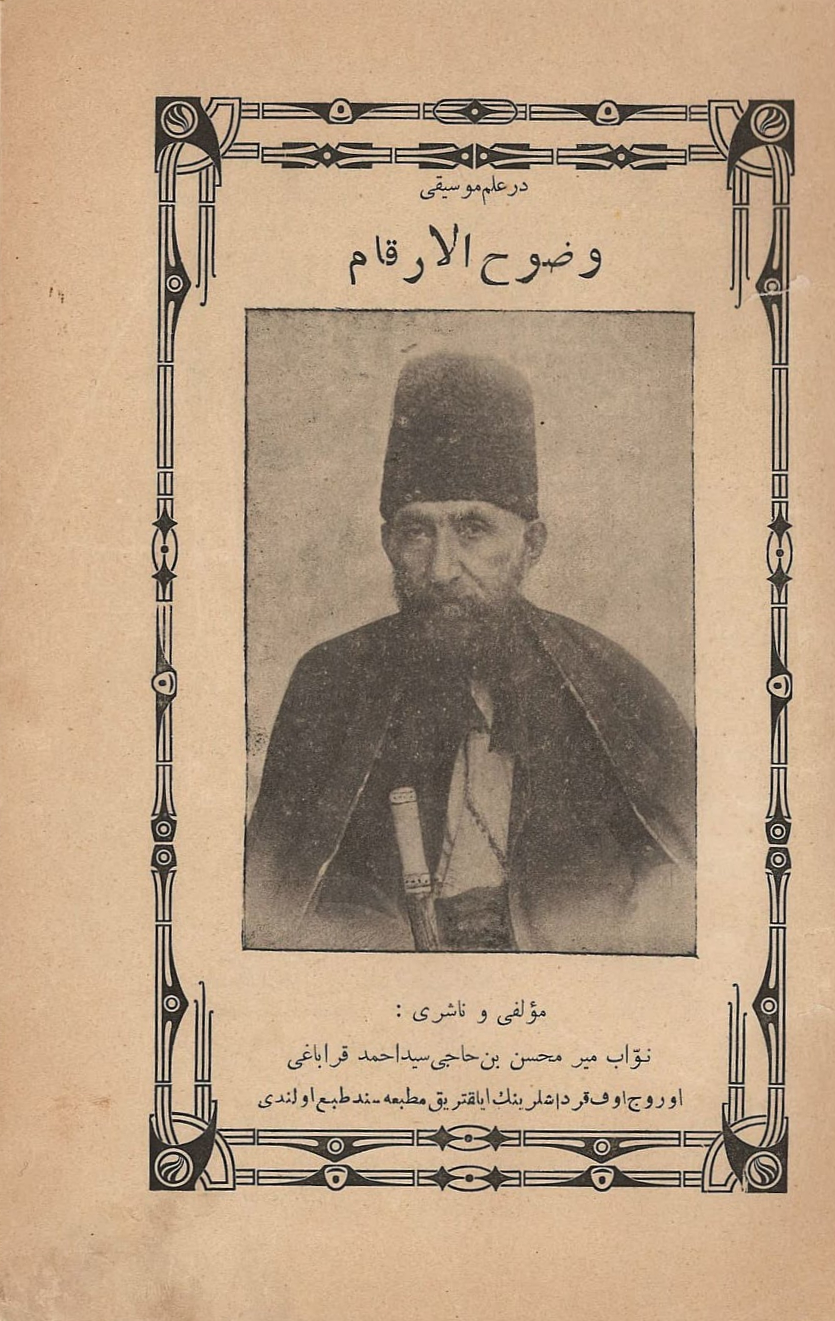
«Вюзухул-эргам» («Наука о музыке») с портретом Навваба, изданный в 1913 году в Баку

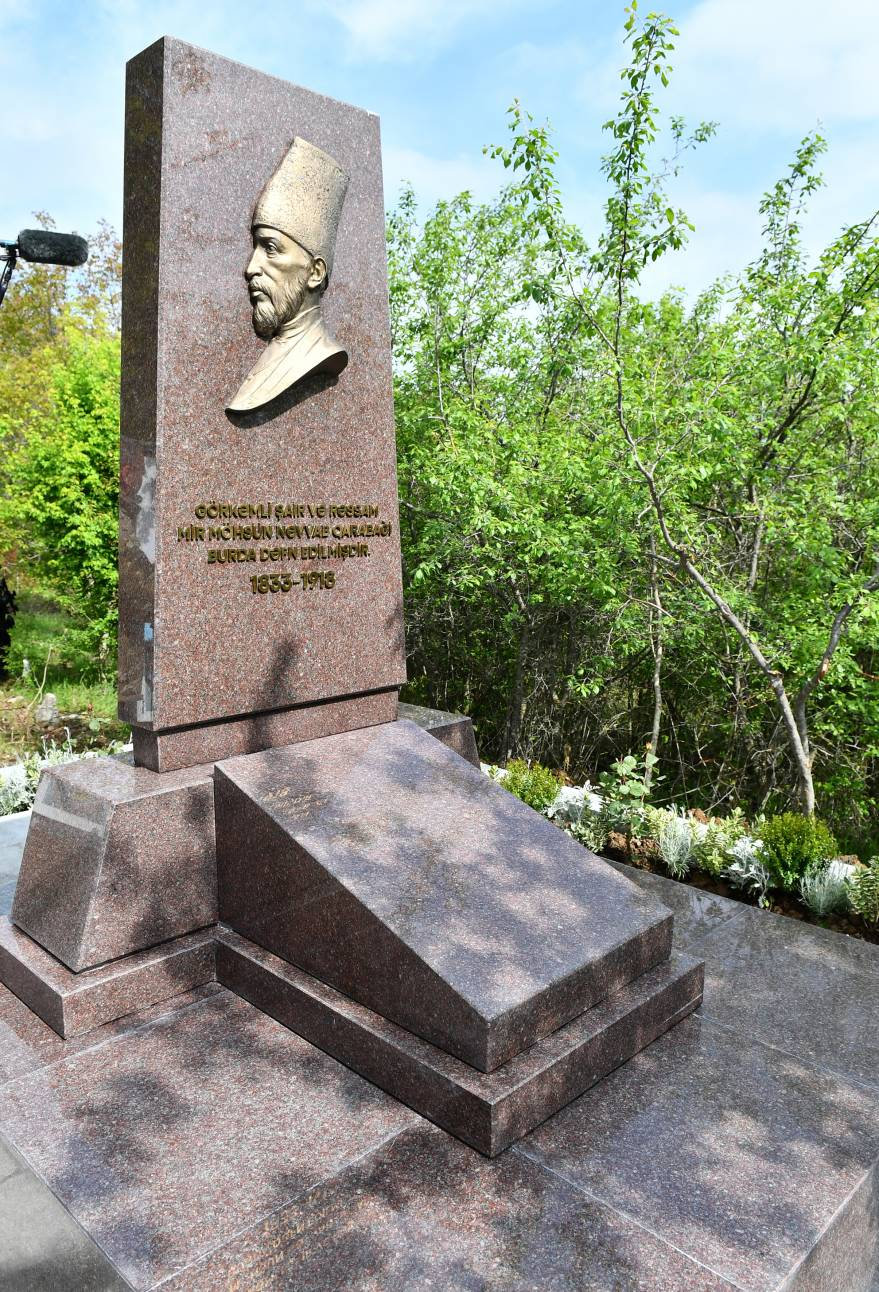
Надгробный памятник Навваба в Шуше в мае 2023 года

Его музыкальный трактат «Вюзухул-эргам» («Наука о музыке») впервые был издан в 1913 году в Баку. Здесь он дал подробное описание мугамов, отдельных дястгахов, раскрыл тему происхождения их названий, этимологии, связи их с поэтическими произведениями, отношениям между слушателем и исполнителем, касался проблемы их размещения с точки зрения акустики.
Навваб впервые использовал термин «дястгах». Он упомянул известных в то время в Карабахе шесть дястгахов: «Раст», «Махур», «Шахназ», «Рахави» (или Рахаб), «Чахаргар» и «Нава». По словам Навваба содержание того или иного исполняемого дястгаха зависит от вкуса и способности исполнителя. В своём произведении им упомянуто 82 песен и мугамов, исполняемых в то время в Карабахе. С местом происхождения и именами, принимавших в их создании участия, людей он связывал названия мугамов «Азербайджан», «Нишабур», «Забули», «Багдади», «Ширвани», «Гаджары», «Шах Хатаи» и др. Он связывал мугам «Раст» со свежестью весны, «Махур» с шумом воды, «Шахназ» с песней соловьёв, «Рахави» с каплями дождя, «Чахаргар» с грохотом молнии, «Нава» со страданиями влюблённых, «Дюггах» с фонтаном подземных источников, «Ушшаг» с плавным полётом птиц, «Уззал» с движением метеоритов.
Известна также его работа «Кяшфул-хагигяти-мансави».
Скончался Мир Мохсун Навваб в 1918 году в Шуше. Похоронен в Шуше, на территории равнины Джыдыр дюзю. В 1960 году над могилой Навваба был установлен памятник-барельеф из красного мрамора работы скульптора Токая Мамедова и архитектора Расима Абдуррахманова. После того, как Азербайджан в ноябре 2020 года вернул контроль над Шушой, разрушенная могила Навабба была отреставрирована Фондом Гейдара Алиева.